# Le Goût des myrtilles
Pour plus de détails, voir Fiche technique et Distribution.
Le Goût des myrtilles est un film belge réalisé par Thomas de Thier et sorti en 2014.

## Synopsis
Un couple d'octogénaires a une vie bien réglée, mais par un beau jour d'août, ils partent pour une destination inconnue.

## Fiche technique
- Réalisation et scénario : Thomas de Thier
- Musique : Patricia Hontoir
- Image : Philippe Guilbert
- Costumes : Isabelle Dickes
- Montage : Laurent Chinot
- Durée : 90 minutes
- Date de sortie : 
  - Belgique : 8 octobre 2014

## Distribution
- Michel Piccoli : Michel
- Natasha Parry : Jeanne
- Arno : Eric Dessart
- Sophie Arnulf : Jeune femme station service
- Claire Blanquet : Sœur Harry
- Katya Bolchakova : Guide rivière

## Production
Michel Piccoli et Natasha Parry avaient déjà joué ensemble pour Jacques Doillon en 1981 dans La Fille prodigue. Ils sont dans certaines scènes comme « en apesanteur dans un cadre que le cinéaste cheville à leur émouvante présence ».

## Nominations et récompenses
- nommé pour le Magritte de la meilleure image lors de la 5e cérémonie des Magritte du cinéma.